# 特雷米尼 (伊泽尔省)
特雷米尼（法語：Tréminis）是法国伊泽尔省的一个市镇，属于格雷诺布尔区（Grenoble）芒镇县（Mens）。该市镇总面积49.4平方公里，2009年时的人口为169人。

## 人口
特雷米尼人口变化图示